# Нацик Іван Іванович
Нацик Іван Іванович — український промисловець.
Народився 10 липня 1934 року в селі Граб Ясельського повіту в Польщі в сім'ї селян-бідняків . У 1945 році родину Нациків переселили до СРСР в Сталінську (нині Донецьку) область. По закінченні семирічки у грудні 1950 року вступив до Львівської фабрично-заводської школи, по закінченні якої його направили теслярем в будівельну дільницю Львівської залізниці.
Івану Нацик закінчив спочатку гірничо-промислову школу в Альчевську, потім працював кріпильником гірничних виробок на шахті. Працюючи, закінчив курси машиністів вугільних комбайнів та курси техніків, був призначений майстром, а відтак заступником, а потім і начальником дільниці з видобутку вугілля.
У 1961 році закінчив вечірню середню школу і вступив до вечірнього відділення філіалу загально-технічного факультету Київського політехнічного інституту.
Продовжив навчання на заочному відділенні Дніпропетровського гірничого інституту.
У 20 років був нагороджений почесним знаком «Шахтарська слава» ІІІ ступеня і знаком «Відмінник соціалістичного змагання УРСР».
1955 рік — заслужений шахтар України і кавалер «Шахтарської слави» ІІ ступеня.
Останнє місце шахтарської роботи — головний інженер шахти «Нововолинська».
1971 рік — головний інженер Кіровського механізованого кар'єру тресту «Західшляхбудматеріали».
1973 рік — директор Мукачівського кар'єроуправління.
Пізніше очолює управління житлово-комунального господарства Мукачівського міськвиконкому.
Отримав звання почесного громадянина Мукачева, як один з найкращих фундаторів розбудови міста.